# Heaven (песня Брайана Адамса)
«Heaven» — песня канадского певца, гитариста и автора-исполнителя Брайана Адамса, вышедшая 9 апреля 1985 года в качестве третьего сингла с его четвёртого альбома Reckless. Авторами песни выступили Брайан Адамс и  Джим Валланс, а продюсером был Боб Климонтэйн и сам Адамс. Число просмотров видеоклипа в интернете превысило 60 млн, а сингл возглавил американский хит-парад Billboard Hot 100 и получил золотой сертификат в Канаде.

## История
В 1983 году Адамс более 100 раз выступал вместе с группой Journey, он открывал их концертный тур Frontiers Tour. В это время Адамс вместе с Jim Vallance совместно написали новую песню, названную «Heaven», на которую их вдохновил хит группы Journey «Faithfully». Песню записывали в Power Station in New York City 6 и 7 июня 1983 года. Первоначально один из продюсеров, с которым тогда работал Брайан, не рекомендовал включать «Heaven» в новый альбом, как слишком «лёгкую» для него. И лишь в последний момент Адамс изменил своё мнение и включил её в Reckless.

## Список композиций
- US 7" (A&M 2729)

1. «Heaven»
2. «Heaven» (live)

- US 12" promo (A&M SP-17318)

1. «Heaven»
2. «Heaven» (live)/«Kids Wanna Rock» (live)

- UK 7" (A&M AM256)

1. «Heaven»
2. «Diana»

- UK 12" (A&M AMY256)

1. «Heaven»/«Diana»
2. «Heaven» (live)/«Fits Ya Good»

## Музыкальное видео
Было создано два музыкальных видео на эту песню. Первый клип снят в театре Stanley Industrial Alliance Stage в Ванкувере (Канада). Создал его ирландский режиссёр Стивен Бэррон, который ранее прославился такими видеоклипами как «Take on Me» группы a-ha и «Billie Jean» Майкла Джексона. В этом видео появляются британская актриса Лизетт Энтони и канадский актёр Гарвин Сэнфорд. Второе видео было снято в Лондоне (Великобритания) на живом концерте. Это видео было номинировано на премию MTV Video Music Award for Best Cinematography.

## Чарты
| Чарт (1985)                                          | Высшая позиция |
| ---------------------------------------------------- | -------------- |
| Австралия (Kent Music Report)                        | 12             |
| Бельгия (VRT Top 30 Flanders)                        | 22             |
| Канада (RPM)                                         | 11             |
| Германия (Media Control Charts)                      | 28             |
| Ирландия (IRMA)                                      | 11             |
| Нидерланды (Mega Top 100)                            | 28             |
| Новая Зеландия (RIANZ)                               | 17             |
| Норвегия (VG-lista)                                  | 3              |
| Испания (AFYVE)                                      | 9              |
| Швеция (Sverigetopplistan)                           | 8              |
| Швейцария (Schweizer Hitparade)                      | 14             |
| Великобритания, UK Singles (Official Charts Company) | 38             |
| США Billboard Hot 100                                | 1              |
| США Adult Contemporary (Billboard)                   | 12             |
| США Mainstream Rock Songs (Billboard)                | 27             |

| Чарт (1985)            | Позиция |
| ---------------------- | ------- |
| (US Billboard Hot 100) | 24      |

| Чарт (1980—1989)                 | Позиция |
| -------------------------------- | ------- |
| (Canadian Artists Digital Songs) | 6       |

## Версия DJ Sammy
В 2001 году два европейских диджея, испанский DJ Sammy и немецкий Yanou записали танцевальную версию песни Heaven (вокал исполняла голландская певица Do). Она заняла первое место в британском хит-параде и восьмое в США, имела несколько версий.

### Чарты и сертификация
| Чарт (2001–07)                     | Высшая позиция |
| ---------------------------------- | -------------- |
| Австралия (ARIA)                   | 4              |
| Австрия (Ö3 Austria Top 40)        | 16             |
| Бельгия/Фландрия (Ultratop 50)     | 14             |
| Бельгия/Валлония (Ultratop 50)     | 36             |
| Brazilian Singles Chart (ABPD)     | 21             |
| Canada (Nielsen SoundScan)         | 7              |
| Europe (Eurochart Hot 100)         | 8              |
| Франция (SNEP)                     | 5              |
| Германия (GfK)                     | 10             |
| Ирландия (IRMA)                    | 3              |
| Нидерланды (Dutch Top 40)          | 5              |
| Новая Зеландия (Recorded Music NZ) | 41             |
| Норвегия (VG-lista)                | 8              |
| Romania (Romanian Top 100)         | 28             |
| Шотландия (OCC Scotland)           | 1              |
| Spain (AFYVE)                      | 16             |
| Швеция (Sverigetopplistan)         | 17             |
| Швейцария (Schweizer Hitparade)    | 39             |
| Великобритания (OCC UK Singles)    | 1              |
| США (Billboard Adult Contemporary) | 21             |
| США (Billboard Hot 100)            | 8              |
| США (Billboard Dance Club Songs)   | 30             |
| США (Billboard Pop Airplay)        | 4              |

| Чарт (2002)                              | Позиция |
| ---------------------------------------- | ------- |
| Australia (ARIA)                         | 23      |
| United Kingdom (Official Charts Company) | 19      |
| US Billboard Hot 100                     | 31      |

| Чарт (2000–2009)                     | Платиновый |
| ------------------------------------ | ---------- |
| UK Singles (Official Charts Company) | 77         |

| Регион | Сертификация | Продажи |
| --- | ------------ | ------- |
| Australia (ARIA) | Платиновый   | 70 000  |
| France (SNEP) | Серебряный   | 125 000 |
| Norway (IFPI Norway) | Золотой      | 15 000  |
| United Kingdom (BPI) | Платиновый   | 600 000 |
| United States (RIAA) | Золотой      | 500 000 |
| * Данные о продажах приведены только на основе сертификации. ^ Данные о тиражах приведены только на основе сертификации. |              |         |